# Бабійове
Бабійове — ботанічна пам'ятка природи місцевого значення. Оголошена відповідно до рішення 27-ї сесії Вінницької обласної ради 7-го скликання від 20.12.2017 № 559. Розташована на північно-східній околиці с. Попова Гребля Чечельницького району Вінницької області, площа 15 га.
Створена з метою збереження місця зростання відкасника татарниколистого(Carlina onopordifolia), занесеного до Червоної книги України.
Пам'ятка природи розташована в урочищі, це лучно-степова ділянка, частково заліснена деревами та чагарниками. Рослинність представлена лучно-степовими ценозами. Серед видів, що зростають на даній ділянці є лікарські, медоносні та раритетні види.
Серед рослинного покриву виявлено ендемічний, реліктовий, монокарпічний вид — відкасник татарниколистий. Під час польових досліджень у липні 2013 року тут виявлено до 100 вегетуючих його екземплярів. Через кілька років тут було в наявності тільки 3 вегетуючі рослини. Причинами скорочення чисельності популяції є випалювання рослинності. В майбутньому прогнозується заростання чагарниками та деревами. Для збереження пам'ятки території в належному стані на її території забороняється випалювання травостою та збереження режиму помірного випасання.